# Jayro Schmidt
Jayro Schmidt (Lages, 1947) é um pintor, desenhista, gravador, escritor e professor brasileiro. Reside em Florianópolis.
Estudou pintura com Silvio Pléticos e litografia com Antonio Grosso. Atualmente leciona pintura, literatura e história da arte nas Oficinas de Arte, Centro Integrado de Cultura (CIC), em Florianópolis. Participou de várias exposições nas principais capitais brasileiras, inclusive na Bienal Nacional de São Paulo em 1976.

## Livros publicados
1. 10 Xilos, gravura, Editora Noa Noa, 1978
2. Movimentos e Significados nas Artes Plásticas[1], teoria da arte, FCC Edições, 1999
3. Contaminatio, poesia, Letras Contemporâneas, 1996
4. Vincent van Gogh: Pintor das Cartas, biografia, Letras Contemporâneas, 1996
5. A Uma Sombra e outros ensaios, ensaio, Bernúncia Editora, 1998
6. Anotações de Leituras e Releituras, parte um, ensaio, Bernúncia Editora, 1999
7. Macedonio Fernández e alguns de seus papéis, ensaio, Museu/Arquivo da Poesia Manuscrita, 1999
8. Cruz e Sousa: poeta do abismo, ensaio, Museu/Arquivo da Poesia Manuscrita, 2000
9. Massala, em parceria com Renato Tapado, prosa poética, Editora Bernúncia, 2000
10. Paulo Leminski: do carvão da vida o diamante do signo, ensaio, Editora Bernúncia, 2006
11. O barco ébrio, Arthur Rimbaud, poesia, organização de Alcides Buss e Vinícius Alves, tradução de Jayro Schmidt e Lísia Portilla Saudades, EdUFSC e Bernúncia Editora, Florianópolis, 2006
12. 16 ensaios sobre poesia, ficção e artes plásticas, ensaio, Oficinas de Arte e Bernúncia Editora, Florianópolis., 2007
13. Movimentos e significados nas artes plásticas, teoria, edição revista e ampliada, Criação e Bernúncia Editora, Florianópolis., 2007
14. No sertão das palavras: leitura de Grande sertão: veredas, ensaio, Letras Contemporâneas, Florianópolis, 2010
15. Poesia e ficção de Péricles Prade: semas, semantemas, logomatrias, ensaio, Pantemporâneo, São Paulo, 2011
16. É assim que os dias passam, ensaio, Edição do Autor, Florianópolis, 2014
17. Érico Max Müller: o poeta esquecido, ensaio biográfico, Bernúncia Editora e FCC Edições, Florianópolis, 2014
18. Escrevo desde um interstício: a ficção de Júlio Cortázar, ensaio, FCC Edições, Florianópolis, 2014
19. Marcel Duchamp: eros é a vida, ensaio biográfico, Letras Contemporâneas, Florianópolis, 2015
20. O bandido que não sabia latim: ensaios sobre Lima Barreto, ensaio, Edição do Autor, Florianópolis, 2016
21. Leopardos invadiram o templo: mística e humor de Péricles Prade, Terceiro Milênio, Florianópolis, 2020

## Principais exposições
5. Salão de Arte Religiosa Brasileira, Londrina, PR, 1969 (Primeiro prêmio em pintura)
2. Exposição Nacional de Arte, AMAB, Belo Horizonte, MG, 1969
Coletiva Nossarte, Museu de Arte de Santa Catarina, Florianópolis, 1969
12 Artistas de Florianópolis, Museu de arte de Santa Catarina, Florianópolis, 1971
Jayro Schmidt (Individual), Museu de Arte de Santa Catarina, Florianópolis, 1971
Coletiva Catarinense de Artes Plásticas, Brasília, 1974
Bienal Nacional de São Paulo, Parque Ibirapuera, São Paulo, 1976
33. Salão Paranaense, Curitiba, PR, 1976/1977 (Prêmio de aquisição)
Artistas de Santa Catarina, Galeria Funarte Rodrigo M. F. de Andrade, Rio de Janeiro, 1978
2. Mostra do Desenho Brasileiro, Sala de Exposições do Teatro Guaíra, Curitiba, PR, 1980
37. Salão Paranaense, Sala de Exposições do Teatro Guaíra, Curitiba, PR, 1980
Jayro Schmidt (Individual), Museu de Arte de Santa Catarina, Florianópolis, 1981
Mostra de Litografias, Museu de Arte de Santa Catarina, Florianópolis, 1982
Panorama Catarinense de Arte - Pintura, Museu de Arte de Santa Catarina, Florianópolis, 1984
Jayro Schmidt - Trinta desenhos e uma pintura, Sala de Exposições da ACAp, Florianópolis, SC, 1986
Arte Catarinense, Museu de Arte do Rio Grande Sul, Porto Alegre, RG, 1986
Brésil Sud Gravures, Centro Cultural de Saint-Lazaire, França, 1989
Mostra Internacional de Mini-Gravuras, Espaço Oficinas, Centro Integtado de Cultura, Florianópolis, SC, 1995
Jayro Schmidt - O Objeto da Pintura, Galeria de Arte da UFSC, Florianópolis, 1995
10 Anos de Oficinas de Arte do MASC, Museu de Arte de Santa Catarina, Florianópolis, 2001
Regards du Brésil, Honfleur, Les Greniers de l'Art, França, 2004
Homenagem a Goeldi, Museu da Gravura Cidade de Curitiba, Solar do Barão, Curitiba, PR, 2011

## Curadoria
Linhas Artísticas no Acervo do MASC, Museu de Arte de Santa Catarina, CIC, Florianópolis, SC, 2011
Florianópolis através da Arte, Museu de Arte de Santa Catarina, CIC, Florianópolis, SC, 2016 
Do Conceito e da Afeição, mostra itinerante em cidades de Santa Catarina: Jaraguá do Sul, Blumenau,
Itajaí, Balneário Camburiu, Florianópolis e Joinville, 2018
Linguagem do mundo no mundo da linguagem, individual de Lais Krucken, Espaço Oficinas, CIC, Florianópolis, SC, 2018
Paisagens do Âmago, individual de Dolma Magnani de Oliveira, Espaço Oficinas, CIC, Florianópolis, SC, 2018
Em Memória de Aline, Galeria Aline Bordignon, Oficinas de Arte, CIC, Florianópolis, SC, 2020 

## Obras em Acervos
Museu de Arte de Santa Catarina, MASC, Florianópolis, SC
Museu de Arte de Joinville, MARJ, Joinville, SC
Museu de Arte Contemporânea do Paraná, MAC, Curitiba, PR

## Participação em livros
Conto em Contos de carnaval, Francisco José Pereira, Florianópolis, Garapuvu, 1997
Texto de orelha em O corvo, corvos e o outro corvo, tradução de Vinícius Alves, Florianópolis, Editora da UFSC e Bernúncia Editora, 2000  
Artigo em As idades do metal: a arte de Guido Heuer, Dennis Radünz, Blumenau, Nauemblu, 2002
Posfácio em Em forma de chama: variações sobre o unicórnio, Péricles Prade,São Paulo, Quaisquer, 2005
Texto de orelha em Janela de varrer, Silveira de Souza, Florianópolis, Bernúncia, 2006  
Ilustrações em Sentinela do nada e outros contos, Harry Laus, Brasilia, Confraria dos Bibliófilos do Brasil, 2007
Texto de contracapa em Poetas de hoje em dia(ante), Priscila Lopes e Aline Gallina, Florianópolis, Letras Contemporâneas, 2009
Texto de orelha em Um livro de nonsense, Edward Lear, tradução de Vinícius Alves, Florianópolis, Bernúncia, 2010
Artigo em Schwanke: rastros, Walter de Queiroz, Belo Horizonte, C/Arte, 2011
Artigo em Só sobre sós, Valdir Rocha, Florianópolis, Letras Contemporâneas, 2012
Texto de introdução em Desenho de monstro, Adriana Maria dos Santos, Florianópolis, Miríade, 2014
Texto de contracapa em El otro mar, Daniel Ballester, Buenos Aires, Ediciones Ciccus 2015
Posfácio em Pomas penicada, James Joyce, tradução de Vinícius Alves, Bragança Paulista, SP, Editora Urutau, 2018
Posfácio em A caça ao cascação, Lewis Carrol, tradução de Vinícius Alves, Florianópolis, Cultura e Barbárie Editora, 2018
Apresentação em Vísceras, Raul Machado, Joinville, SC, s/d